# Hedgefonds
Een hedgefonds of hefboomfonds is een beleggingsfonds dat open is voor een beperkt aantal investeerders en dat door de financiële autoriteiten wordt toegestaan om een groter aantal strategieën toe te passen dan een gewoon beleggingsfonds. In het algemeen wordt een "performance fee" betaald aan de beheerder. Ieder hedgefonds heeft zijn eigen investeringsstrategie.

## Oorsprong van de term "hedge fund"
De aanduiding "hedge" (Engels voor 'heg' of 'afscheiding') in de term "hedge fund" duidt op het afschermen van risico. Zo kan men bijvoorbeeld inspelen op de onderwaardering van een aandeel door dat aandeel te kopen, maar tegelijkertijd een vergelijkbaar aandeel te verkopen. Men is zo ingedekt tegen een koersdaling van de hele markt, alleen het verschil tussen de beide aandelen is van belang. In de praktijk werkt het hedgen van dit soort risico's goed. Het gevaar is echter dat door het hanteren van een grote leverage (beleggen met extra geleend geld) men de posities te groot opzet. Indien het tóch misgaat, kan het resultaat daarom extra desastreus zijn.

## Karakteristieken
Zoals de naam suggereert proberen hedgefondsen in de klassieke variant de beleggingsrisico's die zij lopen te "hedgen" oftewel af te dekken zodat ze geen geld verdienen of verliezen aan stijgende of dalende markten. Ze behalen hun rendement voornamelijk uit prijsverschillen van gerelateerde effecten. Toch vallen onder hedgefondsen ook beleggingsvehikels die hun investeringen niet hedgen, zoals "long only" fondsen.
"Absolute return" hedgefondsen proberen onder alle omstandigheden een positief rendement te behalen, en zijn daarom niet te vergelijken met de rendementen die behaald worden op de aandelenbeurzen. Dit streven naar een "absolute return" gecombineerd met een ogenschijnlijk laag risico en lage correlatie met de rest van de markt maakt deze hedgefondsen populair onder grote beleggers, zoals pensioenfondsen.
Er zijn verschillende financiële instrumenten die hedgefondsen kunnen aanwenden om rendement te genereren met behulp van uitgekiende strategieën. Ze maken gebruik van onder andere:
- opties
- converteerbare obligaties
- short gaan in aandelen of obligaties
- beleggen met extra geleend kapitaal boven op het geïnvesteerde vermogen van de beleggers (leverage)
- ingewikkelde constructies zoals rente- en volatilityswaps
- handelen in termijncontracten op energie en grondstoffen
- financieringsstructuren, zoals het financieren van bioscoopfilms[1]

## Kosten
Kenmerkend voor een hedgefonds is dat de fondsbeheerder meestal zelf ook financieel betrokken is bij het fonds: hij neemt een deel van de investering voor zijn rekening, en de deelnemers aan het fonds "sluiten zich bij hem aan". Meestal is het aantal deelnemers beperkt tot enkele tientallen of honderden. De fondsbeheerder zal zelf meestal een rechtspersoon zijn, waarin de feitelijke manager zelf vaak een belangrijk financieel belang heeft. De omvang van iedere individuele participatie is omvangrijk: een minimum-deelname van een miljoen dollar is niet ongebruikelijk. Veel pensioenfondsen beleggen bijvoorbeeld een klein deel van hun omvangrijke vermogen in hedgefondsen. In het algemeen wordt een belegging in een hedgefonds voor een bepaalde vastgestelde periode aangegaan: tussentijds uittreden is dan niet mogelijk. De reden hiervoor is dat de ingenomen posities niet altijd eenvoudig teruggedraaid kunnen worden om geld vrij te maken.
De beheerskosten ("management fee") van hedgefondsen zijn buitengewoon hoog in vergelijking met gewone beleggingsfondsen. Daar komt nog bij dat het gebruikelijk is dat de beheerder een zeker percentage behoudt van de winst, al dan niet voor zover deze een bepaald niveau (de "hurdle rate") te boven gaat ("performance fee"). Daar staat tegenover dat een succesvol hedgefonds een duidelijk hoger rendement bij een lager risico heeft dan een normaal beleggingsfonds. De beheerskosten zijn meestal 2%, en de performance fee 20% over de winst die gemaakt is boven de "hurdle rate".
Er bestaan ook funds of hedge funds: beleggingsfondsen die in hedgefondsen beleggen. De minimum-deelname is hier vaak geringer; sommige fondsen zijn op de particuliere markt gericht. De beheerder selecteert hierbij de hedgefondsen waarin hij voor risico van de beleggers belegt. Het nadeel hiervan is dat men feitelijk tweemaal beheerskosten betaalt.
Het risicoprofiel van een hedgefonds is in het algemeen anders dan dat van een normaal beleggingsfonds; in ieder geval brengt de eigen aard van ieder hedgefonds met zich mee dat het niet met een normaal beleggingsfonds kan worden gelijkgesteld. Van belang is hierbij het verschijnsel correlatie: de vermogensontwikkeling van het hedge fund wordt niet bepaald door het gedrag van "de markt". In tijden van een dalende markt zou dit de belegger bescherming moeten bieden. Een dergelijke (afwezigheid van) correlatie maakt hedgefondsen binnen zekere grenzen bruikbaar voor institutionele beleggers.

## Strategieën
Hedgefondsen hanteren een aantal uiteenlopende beleggingsstrategieën. Ten onrechte worden alle hedgefondsen vaak gezien als activistisch en uit op splitsing van bedrijven en dergelijke. Te noemen zijn onder meer:
- Global macro: men verwacht verschillen in rendement tussen diverse beleggingscategorieën.
- Equity long-short: men verwacht verschillen in rendement tussen diverse aandelen of categorieën van aandelen. Bijvoorbeeld long in ING en short in Aegon.
- Fixed income arbitrage: men maakt gebruik van (zeer kleine) prijsverschillen of diverse markten voor vastrentende waarden en derivaten daarop.
- Merger arbitrage: men koopt aandelen in een onderneming in de verwachting dat daarop een bod gedaan zal worden, hetgeen in het algemeen de koers van die aandelen opdrijft. (Indien verwacht wordt dat de partij die het bod zou doen de overname zal moeten financieren door de uitgifte van nieuwe eigen aandelen, hetgeen de koers van die aandelen zou kunnen drukken, kan tevens short worden gegaan in die aandelen.)
- Distressed securities: men koopt aandelen in ondernemingen die in moeilijkheden verkeren, doch waarvan wordt verwacht dat deze erin zullen slagen die moeilijkheden te overwinnen.
- Convertible arbitrage: men probeert te profiteren van prijsverschillen die zich voordoen tussen gerelateerde converteerbare obligaties, aandelen en opties

Voor het merendeel van deze strategieën geldt dat daaraan een zeer duidelijke visie omtrent toekomstige ontwikkelingen ten grondslag zal liggen. Er kan gebruik worden gemaakt van complexe wiskundige modellen. Ook gebruiken hedgefondsen regelmatig hun bevoegdheden binnen de algemene vergadering van aandeelhouders, om het strategische beleid van het bestuur te beïnvloeden en zo aandeelhouderswaarde te creëren. Dit actief bemoeien met het strategische beleid van het bestuur staat ook wel bekend als aandeelhoudersactivisme.

## Omvang
Het in een hedge fund belegde bedrag is zeer omvangrijk. Door de "leverage" neemt dit bedrag nog eens fors toe. Er is in 2007 in ieder geval voor (de tegenwaarde van) enkele honderden miljarden dollars in hedge funds belegd. Indien naar de balanstotalen wordt gekeken, neemt dit bedrag, vanwege de leverage, nog aanzienlijk toe. Tevens is bij veel hedge funds sprake van off-balance verplichtingen, bijvoorbeeld uit hoofde van derivaten. In aanmerking nemende dat de waarde van dergelijke verplichtingen vaak uitermate snel kan wijzigen, en soms ook slechts bij benadering te bepalen is, is het uiterst moeilijk een indicatie te geven van de omvang van deze sector.

## Bezwaren tegen hedge funds
Tegen de rol die hedge funds in de financiële wereld spelen zijn diverse bezwaren geuit.
Systeemrisico
Deze hebben bijvoorbeeld betrekking op de mogelijkheid dat problemen met een of meer hedge funds een verstorende werking op het financiële systeem zouden hebben. Een dergelijke kans deed zich voor bij het faillissement van het hedge fund Long-Term Capital Management, dat in 1998 grote verliezen leed. (Ongeveer het gehele eigen vermogen werd in enkele maanden verspeeld.) De omvang van de aangegane verplichtingen was zodanig dat de vrees ontstond dat het niet-nakomen ervan tot een kettingreactie zou leiden. Ingrijpen van de Federal Reserve, die in allerijl een kapitaalsinjectie door een groot aantal banken organiseerde, was vereist om de financiële markten tot rust te brengen.
Onduidelijk is in hoeverre een dergelijke deconfiture zich kan herhalen. Opgemerkt wordt dat het toezicht op hedge funds in ieder geval minder diepgaand is dan dat op banken, verzekeringsmaatschappijen en pensioenfondsen, terwijl de mogelijkheden die toezichthouders hebben om in te grijpen aanmerkelijk geringer zijn. Vermoedelijk zal, indien in de toekomst een groot hedge fund failliet gaat, de rol van een toezichthouder op het financiële systeem beperkt zijn tot het inventariseren van wat er nu precies aan transacties afgesloten is, en het bemiddelen bij het redden van wat er nog te redden valt.
Begin 2007 bleken twee hedge funds beheerd door Bear, Sterns & Co. in problemen te verkeren. Ze hadden met enorm veel geleend geld belegd in gestructureerde producten op basis van subprime hypotheken. Toen deze producten in waarde begonnen te dalen kwamen de fondsen, door de grote leverage, in de problemen.
Kortetermijnvisie
Een ander bezwaar dat vernomen wordt betreft de rol die hedge funds spelen bij hun rol als aandeelhouder, waarbij men direct invloed tracht uit te oefenen op het beleid van de onderneming, bijvoorbeeld ten aanzien van het afstoten van bedrijfsonderdelen, tot een complete opsplitsing van de onderneming. Deze kritiek betreft echter eerder het door deze hedge funds ten toon gespreide "shareholder activism", dan dat dit betrekking heeft op het fenomeen hedge fund zelf. Het gevaar van dit shareholder activism ligt, aldus de critici, hierin dat deze toevallige aandeelhouders hun korte-termijnbelang willen laten prevaleren boven het belang van de overige stakeholders, waaronder met name de werknemers. De Erasmus Universiteit heeft in opdracht van het ministerie van Financiën een onderzoek gedaan naar hedge funds. Daaruit blijkt dat slechts een heel klein deel van de hedge funds zich met het management van het bedrijf bemoeit.
Kosten
Door de explosieve groei van het aantal hedge funds is de verwachting dat de rendementen onder druk komen te staan. Dit kan met name gaan spelen bij arbitrage strategieën. Meerdere partijen grazen immers de markt af naar dezelfde kansen. Indien het rendement daadwerkelijk zal dalen, dan zal de discussie losbarsten over de buitengewone beheerskosten die de beheerders rekenen.
Gebrek aan transparantie
De Autoriteit Financiële Markten ziet het ondoorzichtige karakter van hedgefondsen als punt van zorg.
Op 19 mei 2010 bereikten de EU-ministers van Financiën overeenstemming over een strengere regulering van hedgefondsen, tegen de wens van Groot-Brittannië in. (Groot-Brittannië vreesde een vertrek van hedgefondsen uit Londen, waar een groot aantal gevestigd was.) Hedge funds werden door de EU-ministers mede verantwoordelijk geacht voor de financiële crisis. De nieuw in te voeren regels hadden ook betrekking op private-equityfondsen.
In april 2012 diende de Nederlandse minister van Financiën De Jager een wetsvoorstel in dat hedgefondsen in Nederland onder het toezicht van De Nederlandsche Bank en de Autoriteit Financiële Markten zou brengen.
Met ingang van 1 november 2012 zijn hedgefondsen verplicht om shortposities, groter dan 0,5%, te melden bij de AFM. Deze posities worden bijgehouden in het zogenaamde short-sell-register.

## Bekende hedge funds
- The Children Investment (TCI), bekend van de verwikkelingen rondom ABN AMRO
- Centaurus Capital, onder meer bekend van Stork, Versatel en Ahold
- Paulson & Co., onder meer bekend van Stork
- Long-Term Capital Management, fonds waarvan de nobelprijswinnaars Myron Scholes en Robert C. Merton medeoprichters waren - ten onder gegaan eind jaren 90